# Federico Hermanin

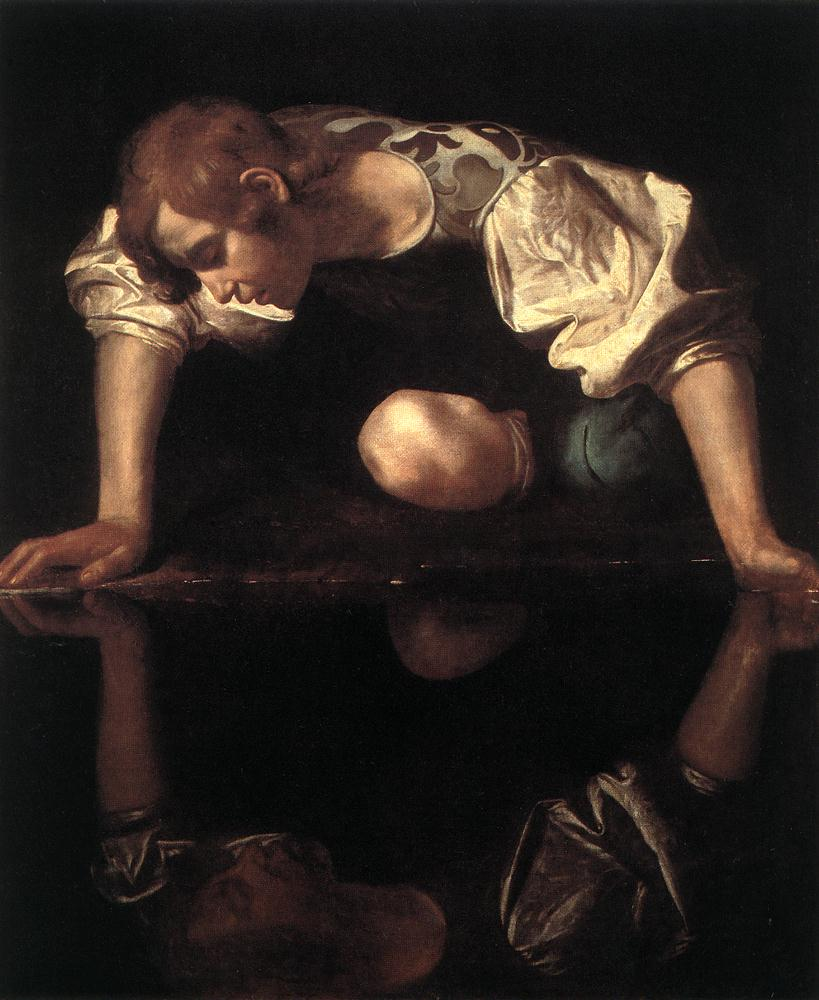
Caravaggio, Narciso

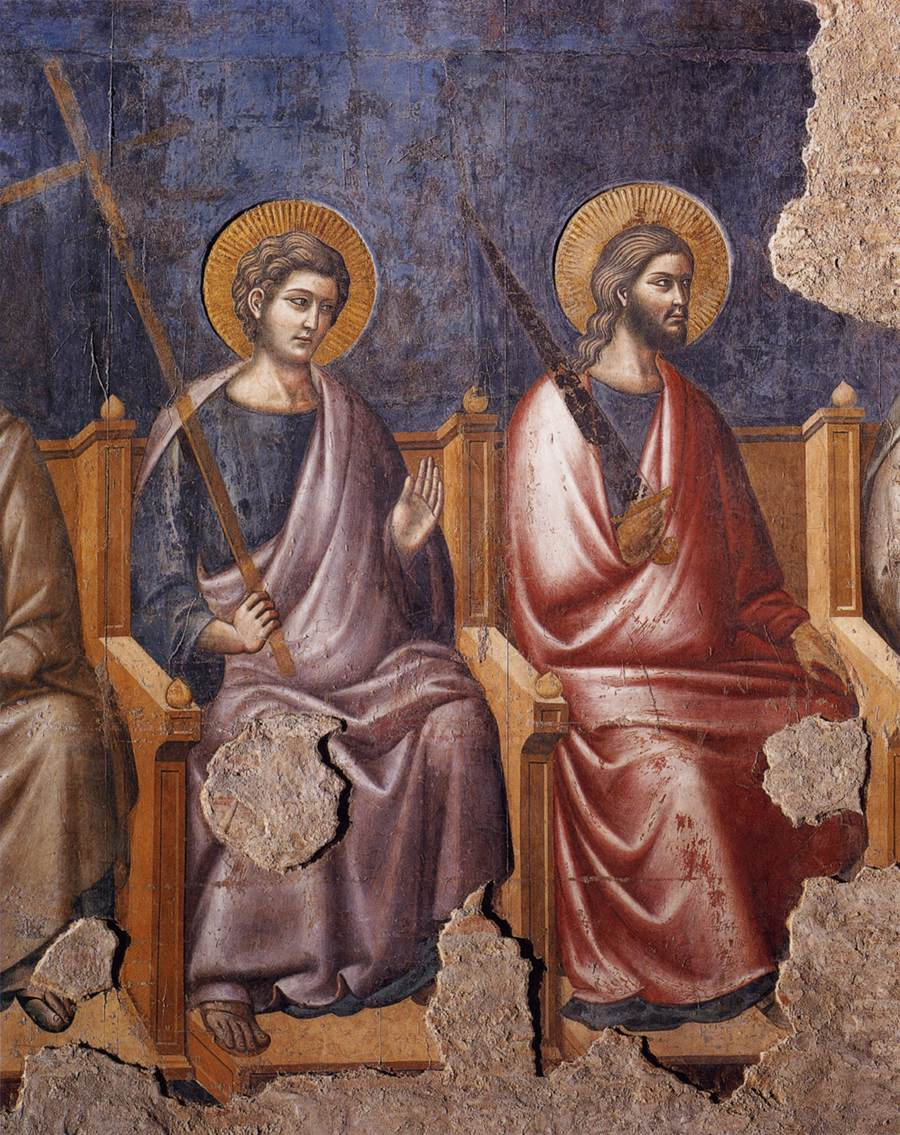
Pietro Cavallini, Giudizio Universale, dettaglio

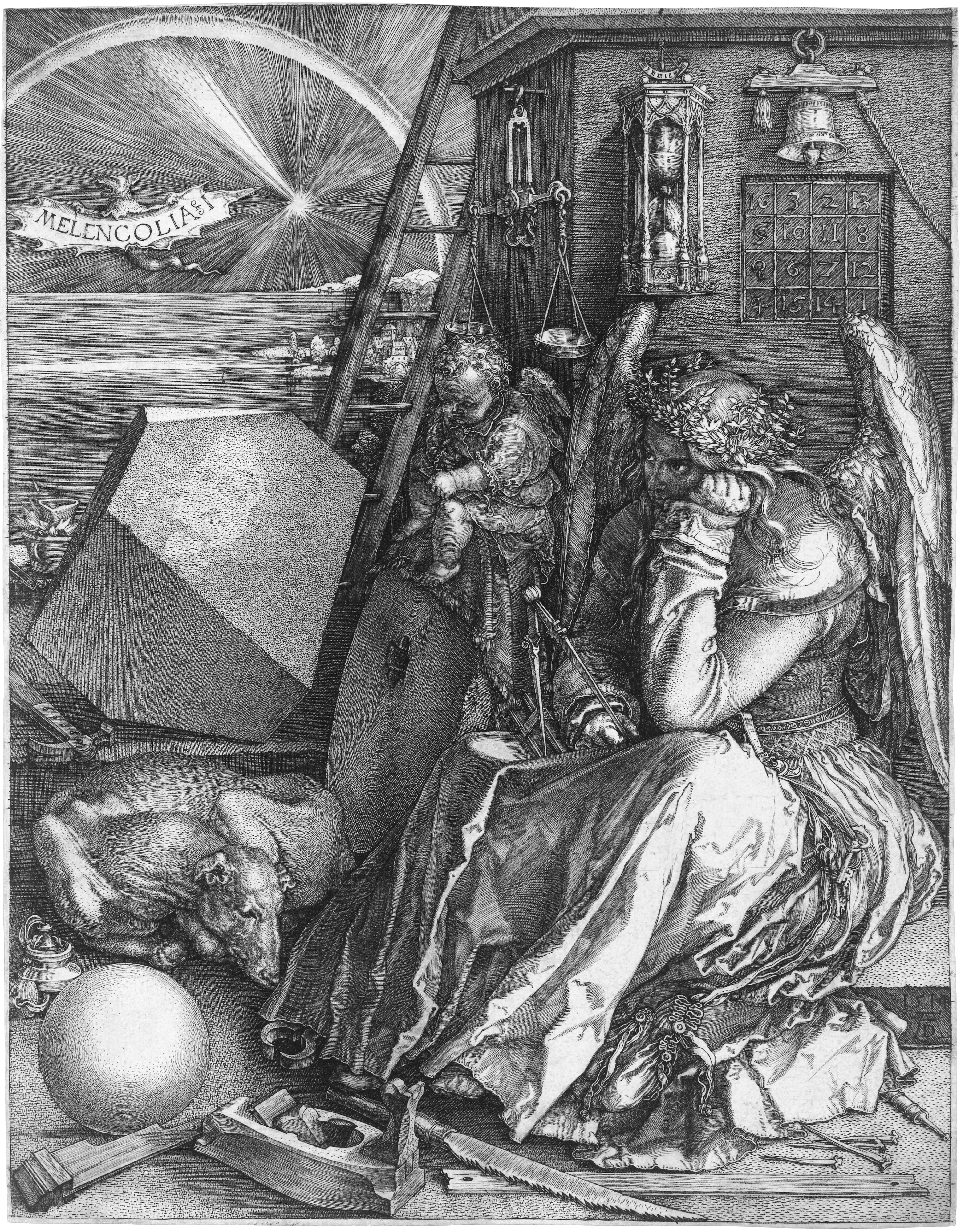
Albrecht Dürer, Melanconia

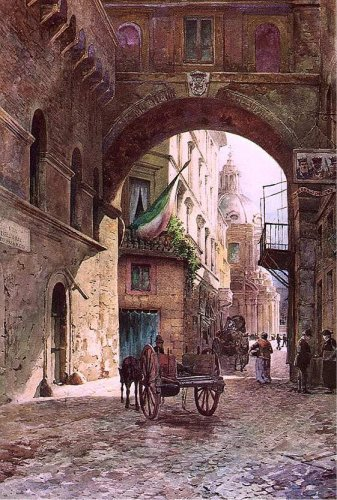
Ettore Roesler Franz, Arco di San Marco

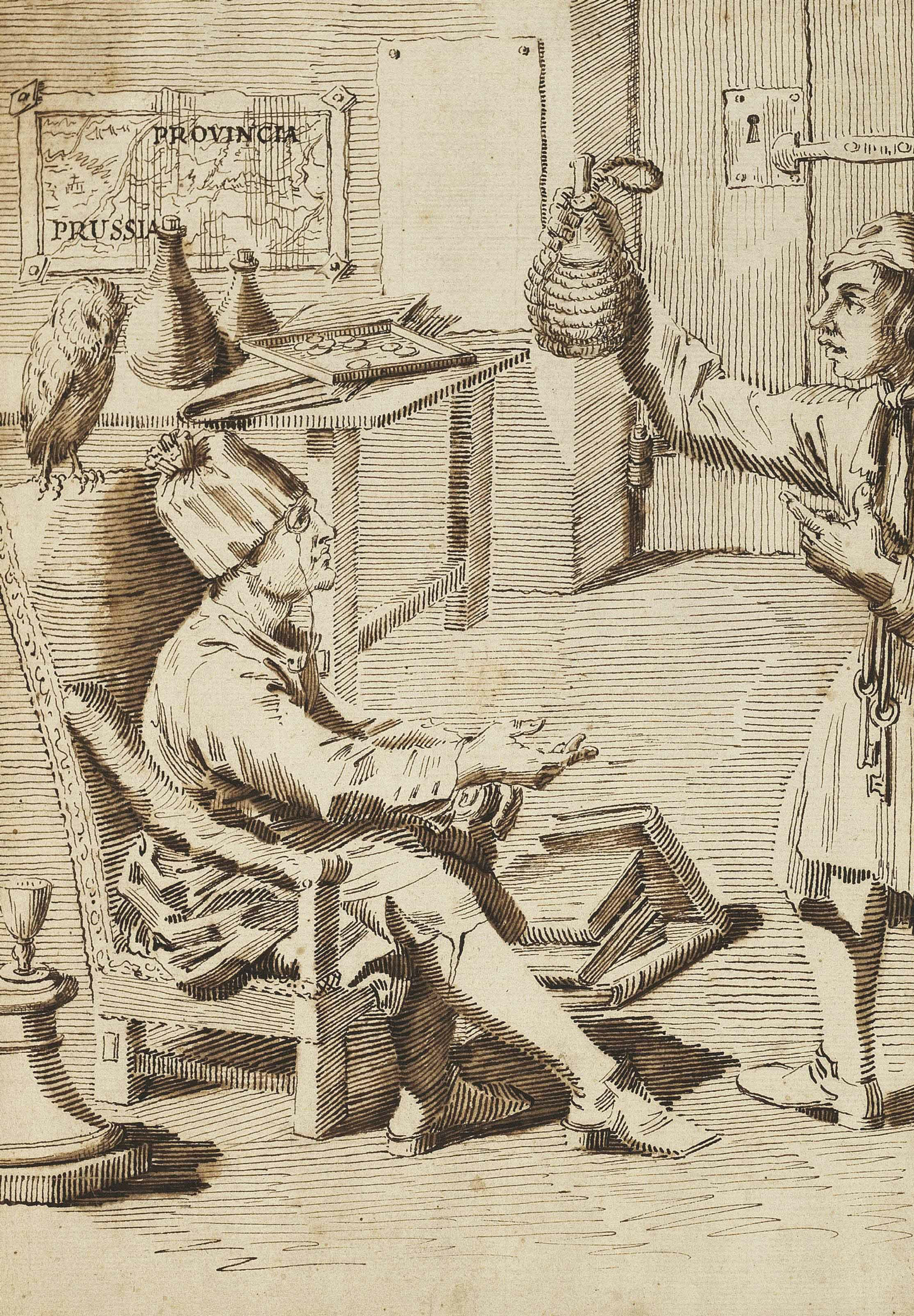
Pier Leone Ghezzi, Philipp von Stosch (1691-1757)

Federico Hermanin (Bari, 16 settembre 1868 – Roma, 29 giugno 1953) è stato un critico d'arte e museologo italiano.

## Biografia
Federico Hermanin de Reichenfeld è nato da Ferdinando Leopoldo, ufficiale di stato maggiore e aiutante di campo onorario di Umberto I,  e da Camilla Marstaller. I genitori erano protestanti e di origine austro-tedesca. Federico Hermanin sposò Margherita Hausmann, figlia del console di Danimarca a Bari.
All'Università di Roma, Hermanin studiò con Ernesto Monaci, titolare di Lingue e letterature neolatine, maturando una formazione filologica di stampo positivista, e si laureò nel 1895. Dal 1896 si interessò di storia dell'arte e seguì le lezioni di Adolfo Venturi, titolare della prima cattedra di Storia dell'arte, in Italia, e della Scuola di perfezionamento in Storia dell'arte medievale e moderna. Hermanin vinse una borsa di studio.
Completò la formazione al Gabinetto nazionale delle stampe, ora Istituto nazionale per la grafica, che allora faceva parte della Galleria nazionale d'arte antica, creata nel 1895 a palazzo Corsini e diretta da Venturi. Federico Hermanin, insieme a P. Kristeller, catalogò la raccolta di stampe e disegni. Di palazzo Corsini divenne vice ispettore dal 1898 e assunse la direzione nel 1908.
Sull'annuario ministeriale "Le Gallerie nazionali italiane" pubblicò, in due parti, il catalogo delle incisioni antiche con vedute di Roma.
Nel 1897 Hermanin curò anche la prima mostra del Gabinetto delle stampe: un'antologia di vedute romane, dal XV al XVIII secolo. Nel 1899 ebbe l'incarico di ispezionare altre collezioni italiane di stampe antiche e di riferire sullo stato di conservazione.
Dal 1898 collaborò alla rivista di Venturi, "L'Arte" e fino al 1908 ne curò le recensioni bibliografiche, per la rubrica "Rivista delle riviste straniere". Dal 1907 pubblicò, in gran parte sul "Bollettino d'arte", studi su dipinti e stampe che aveva acquistato per conto della direzione delle Belle Arti.
Dal 1901 svolse letture sull'arte all'Università di Roma, e dal 1902 al 1904 tenne corsi di storia dell'arte alla Scuola di perfezionamento. Assecondava il disegno di Venturi - che vedeva una linea continua e progressiva nella storia dell'arte italiana - approfondendo le conoscenze sugli artisti primitivi e proseguendo poi, secondo un criterio evoluzionistico.
Nell'ottobre 1900, durante restauri nella basilica romana di Santa Cecilia in Trastevere, scoprì il grande affresco duecentesco del Giudizio universale che attribuì al pittore romano Pietro Cavallini.
Hermanin dopo ricerche, condotte per conto del ministero a Napoli, ad Assisi e a Firenze, definì un catalogo delle opere di Cavallini, in rapporto al cantiere pittorico di Assisi e studiò l'apporto di Giotto e di Cavallini alla nascita della pittura moderna italiana.
Nel 1904 partecipò ad un'opera sui monasteri di Subiaco.
Il 1904 è anche l'anno in cui assunse la direzione della Galleria nazionale d'arte antica - introducendo novità nel percorso espositivo - e del Gabinetto nazionale delle stampe. Inaugurò una campagna di acquisti di dipinti del Sei e Settecento, accogliendo proposte scaturite dagli studi sul Seicento di Roberto Longhi. Ottenne in dono per la Galleria, nel 1914, il Narciso di Caravaggio (ora a Palazzo Barberini).
Fondò la rivista "Roma" nel 1923, e nel 1925 ne cedette la direzione a C. Galassi Paluzzi che la trasformò in voce ufficiale dell'Istituto nazionale di studi romani. Pubblicò monografie su Giovanni Battista Piranesi, su Ettore Roesler Franz e sugli artisti del gruppo dei XXV della campagna romana.
Dal 1904 al 1933 ottenne per il Gabinetto nazionale delle stampe l'acquisto di disegni architettonici e di progetti scenografici, di disegni caricaturali di Pier Leone Ghezzi, di opere grafiche di Giovanni Fattori, di paesaggi e vedute della città e della Roma sparita. Si dedicò alla redazione di un volume sulla storia dell'incisione.
Nel 1908 diresse provvisoriamente il Museo nazionale romano e la Galleria Borghese; nel 1910 assunse per un anno la direzione della soprintendenza alle Gallerie e Musei della Toscana, con attenzione ai restauri di dipinti della Galleria degli Uffizi. Diresse inoltre restauri di monumenti e di opere d'arte nel Lazio, come gli affreschi medievali dell'abside di San Silvestro a Tivoli (1908) e, ancora a Tivoli, il gruppo ligneo della Deposizione (1921).
Studiò la miniatura di Scuola bolognese in codici della Biblioteca Apostolica Vaticana.
Nel 1913 fu nominato soprintendente alle Gallerie e ai Musei del Lazio e degli Abruzzi, incarico che mantenne fino al 1938, anno del pensionamento. Dopo il terremoto della Marsica, nel 1915, Hermanin si recò sui luoghi, salvando opere d'arte da furti e dispersioni e trasferendole a Roma, dove furono esposte al Museo di Palazzo Venezia.
I lavori di allestimento museale e di restauro di Palazzo di Venezia furono diretti da Hermanin a partire dal 1916. Nell'ambito delle retrospettive, organizzate a Castel Sant'Angelo per celebrare il cinquantenario dell'Unità d'Italia, Hermanin partecipò come membro del comitato esecutivo.
Aveva in mente di dotare la capitale di un museo in cui, oltre a quadri e a sculture, dovevano essere esposte opere d'arte minori, come ceramiche, bronzetti, vetri, avori, tessuti, armi, strumenti musicali: un progetto nato in alternativa al museo positivista, il cui ordinamento, per epoche e per scuole, risultava per i non esperti monotono e freddo. Il museo doveva invece mostrare ricostruzioni complete di tempi passati.
Nel 1921, con l'appoggio di Benedetto Croce, ministro della Pubblica Istruzione, Hermanin aprì alcune sale del Museo di Palazzo Venezia, allestite con opere d'arte medievali e rinascimentali. Poi cambiò il destino di Palazzo di Venezia, che diventò sede di rappresentanza del governo.
Dal 1924 Hermanin si occupò del restauro e della decorazione di saloni di rappresentanza di Palazzo Venezia. Nel restauro della sala del Mappamondo e di quella Regia scoprì tracce di decorazioni pittoriche che attribuì a Mantegna e a Bramante.
Nel 1935 ebbe l'incarico, da parte dell'Istituto nazionale di studi romani, di compilare L'arte a Roma dall'VIII al XIV secolo, volume che fu edito a Bologna nel 1945.
Nel 1936 iniziò a preparare un volume sul Palazzo di Venezia; ma lo scoppio della guerra e la caduta del regime fascista rimandarono la pubblicazione.

### Altri scritti
- Alberto Dürer incisore. Roma, Società editrice Dante Alighieri, 1899.
- Vecchie storielle romane di Federico Hermanin, Per le nozze della sorella Emma, Roma MDCCCCI (1901), Perugia, Coi tipi dell'Unione Tipografica Cooperativa.
- Gli affreschi di G. Baronzio da Rimini e dei suoi seguaci in Tolentino, Perugia, Unione tipografica coop., 1905.
- Le Gallerie Nazionali di Roma: la Galleria Borghese e la Galleria Nazionale d'arte antica nel Palazzo Corsini, Bergamo, Istituto Italiano d'arti grafiche, 1911.
- Incisioni e disegni, 1. La Campagna romana nelle acqueforti degli Olandesi e dei Fiamminghi del secolo decimosettimo, Roma, D. Anderson, 1912.
- Il ritratto barocco romano, Roma, L. S. Olschki, 1921.
- La Farnesina, Istituto italiano d’arti grafiche, Bergamo, 1927.
- Il palazzo di Venezia in Roma, Roma, Istituto nazionale LUCE, 1931.
- Il mito di Giorgione, Spoleto, Claudio Argentieri edizioni d'arte, 1933.
- L' appartamento Borgia in Vaticano, Roma, Danesi, 1934.
- L’arte in Roma dal sec. VIII al sec. XIV, Istituto di studi romani, Bologna, Cappelli, 1945.